# Åsängssjön
Åsängssjön är en sjö i Kramfors kommun i Ångermanland och ingår i Nätraån-Ångermanälvens kustområde. Sjön har en area på 0,345 kvadratkilometer och ligger 31,8 meter över havet.

## Delavrinningsområde
Åsängssjön ingår i det delavrinningsområde (698095-162202) som SMHI kallar för Utloppet av Åsängssjön. Medelhöjden är 108 meter över havet och ytan är 3,31 kvadratkilometer. Det finns ett avrinningsområde uppströms, och räknas det in blir den ackumulerade arean 7,78 kvadratkilometer. Vattendraget som avvattnar avrinningsområdet har biflödesordning 2, vilket innebär att vattnet flödar genom totalt 2 vattendrag innan det når havet efter 6,4 kilometer. Avrinningsområdet består mestadels av skog (66 procent). Avrinningsområdet har 0,35 kvadratkilometer vattenytor vilket ger det en sjöprocent på 10,4 procent.